# Gimnasio Moderno
El Gimnasio Moderno es un colegio privado de Bogotá por el que han pasado muchas de las personas más importantes e influyentes de Colombia y es reconocido a nivel nacional e internacional por su contribución a la historia educativa. 
Fue fundado en 1914  por los hermanos José María Samper Brush y Tomás Samper Brush (quienes donaron los terrenos donde hoy se encuentra el colegio), el educador colombiano Agustín Nieto Caballero, el escritor Sebastian Lenert Rosas y Ricardo Lleras Codazzi.
Buscaba replicar los modelos educativos que se estaban implementando en Europa a principios del siglo XX y que estaban liderados por el pedagogo belga Ovidio Decroly y la italiana María Montessori y que Agustín Nieto Caballero y los hermanos Samper Brush conocieron  en Europa. 

## Edificaciones
La ceremonia de colocación de la primera piedra de los emblemáticos edificios del campus, que han sido un símbolo para la comunidad gimnasiana durante un siglo, incluyó la primera estaca colocada por Tomás Samper Brush y la realización del primer golpe de mazo, llevado a cabo por Ana Vergara Balcázar, esposa de José María Samper e hija del célebre escritor colombiano José María Vergara y Vergara, y por Adelaida Cano Villegas, esposa de Agustín Nieto Caballero e hija del político y periodista fundador de El Tiempo, Fidel Cano Gutiérrez. Esta ceremonia fue presenciada por el presidente de la República, Marco Fidel Suárez, el ministro de Hacienda, Dr. Guzmán, y la familia Samper.
El diseño arquitectónico del campus fue encomendado al arquitecto estadounidense Robert M. Farrington, quien reflejó en la infraestructura los ideales de los fundadores mediante un elegante estilo español, como se informó en los medios de la época.
Actualmente esta catalogado como Monumento Nacional de Colombia debido a su importancia histórica y arquitectónica.

## Organización
El programa escolar en el Gimnasio Moderno se divide en cuatro momentos de la vida escolar. El primero, llamado preescolar o primera sección, incluye los grados Montessori I, Montessori II, Montessori III y primero Decroly (4, 5, 6 y 7 años respectivamente), que llevan el apellido de María Montessori, la pedagoga que inspiró la propuesta.
El segundo momento es la primaria o segunda sección, que incluye los grados desde segundo hasta quinto Decroly, niños entre los 9 y los 12 años de edad. Grados en los cuales se infunde la pedagogía basada en los Centros de Interés que inspiró Ovidio Decroly.
El tercer momento es Bachillerato o tercera sección,que incluye los grados sexto, séptimo, octavo, noveno y jóvenes entre los 13 y 16 años de edad, momento en el que los estudiantes reciben su título como bachilleres básicos.
El cuarto momento de la vida escolar en el Gimnasio Moderno se denomina semestralización o cuarta sección, que comprende dos semestres para el grado décimo y dos semestres para el grado undécimo, 17 y 18 años respectivamente, que es cuando los estudiantes cercanos a la mayoría de edad en Colombia, reciben su diploma como bachilleres académicos.

## Ideología
El lema "Educar antes que instruir" argumenta que su esencia es ser un refugio de principios espirituales y morales, más que un instituto promotor de bachilleres, una institución formadora de personas de bien, honradas y confiadas. Agustín Nieto Caballero en una de sus charlas describe que su meta es crear una "nueva aristocracia colombiana" formada no por sus valores económicos y materiales, sino por sus buenos valores morales. Su filosofía se basa en el modelo ilustrado que describe Kant.
Es un colegio tradicional y muy conservador en sus tradiciones. Está fundado sobre el principio de la "disciplina de confianza", es decir, sobre el supuesto que el alumno determina su disciplina, porque así se lo han enseñado desde la temprana infancia. Así mismo, el alumno confía en que las decisiones del maestro siempre serán los más rectas y justas posibles, creando una ambiente donde el respeto por el otro es la regla fundamental. Este principio está basado en las ideas de "disciplina activa" expuestas por la pedagogía de  María Montessori.

## El Aguilucho
El Aguilucho, revista del Gimnasio Moderno, es la publicación escolar más antigua de Colombia. Desde su fundación, en 1927, ha sido dirigida y publicada ininterrumpidamente por los estudiantes de undécimo grado de la institución. Surgió por iniciativa del entonces bachiller Eduardo Caballero Calderón, una de las grandes plumas de la literatura colombiana.
Aunque en sus primeros años funcionó como un semanario, en la actualidad El Aguilucho es publicado semestralmente, en los meses de junio y diciembre. Su contenido varía entre artículos de crónica, opinión, caricatura, poesía, ensayo y humor.
La revista se distingue de la línea convencional de publicaciones escolares por no recibir ningún tipo de censura por parte de la institución en mención, y por ser editada y gerenciada únicamente por sus estudiantes.  
Por sus páginas han pasado varias de las más grandes figuras de la vida nacional de Colombia a lo largo de sus 88 años de historia.

## Banda de guerra
La banda de guerra del Gimnasio Moderno es una de las más antiguas de Colombia. Fue fundada en 1952 y desde entonces ha estado dirigida por los estudiantes mayores del colegio. Ha llegado a contar con más de 148 integrantes. Es dirigida por un estudiante elegido como Tambor Mayor por todos los integrantes de la banda (ciclo de un año). La banda del Moderno fue pionera en Bogotá y en 1999 dio inicio al concurso Batuta de Plata, reconocido como uno de los más importantes del país. El colegio ha logrado ganar este concurso 6 veces (1999, 2006, 2012, 2016, 2017,2025). La banda en el año 2018 recibió un premio por parte del Congreso de la República de Colombia, este fue recibido por el tambor mayor de la promoción 2018 Jerónimo Marulanda y Juan José Laverde, el tambor mayor del año 1952.
La banda hoy en día cuenta con 7 tipos de instrumentos, estos son:
1. Trompetas
2. Liras
3. Tambores
4. Granaderas
5. Timbas
6. Platillos
7. Bombos

También, la banda cuenta con 8 jefes, 7 por cada instrumento y el último como Tambor Mayor (Jefe de toda la banda).

## Comités deportivo y cultural
La creación de estos comités se da para darles libertad a los estudiantes de una manera que ellos puedan hacer actividades organizadas por ellos y para ellos mismos, ejemplos de estos son el Bazar  del gimnasio en el cual  se reúnen a más de 1.500 personas entre las cuales se encuentra exalumnos, profesores, padres, entre otros. Otro evento que tiene gran importancia a nivel escolar es el Concurso de Porristas María Helena Amador, en el cual se reúnen la mayoría de colegios femeninos de Bogotá. 

## Grupo de debate
El Grupo de debate fue creado en el año 2013 por un grupo de estudiantes acompañados de un maestro de ciencias sociales. Ha asistido a diversos Modelos de las Naciones Unidas en Bogotá y al NHSMUN en Nueva York dos veces consecutivas, dónde ha sido galardonado. El Grupo de Naciones Unidas, cuenta con un Modelo interno, llamado GMMUN, su decimotercera versión se realizará en septiembre de 2020.  
El Grupo de debate ha organizado eventos de gran interés nacional, como lo son el foro “Los jóvenes preguntan”, donde fueron invitados los candidatos a la presidencia de Colombia en 2018, el foro “Por Bogotá preguntamos”, con candidatos a la Cámara por Bogotá, entre otros. Que promueven el diálogo entre estudiantes de la comunidad educativa de Bogotá.

## Copa tradición
La Copa tradición es un partido de fútbol que se lleva a cabo entre el Gimnasio Moderno y el  colegio Gimnasio Campestre. La copa se jugó por primera vez en el año 1983 que ganó el Moderno. Este partido se ha disputado 81 veces siendo ganada 53 veces por el Campestre y 29 por el Moderno. La copa celebra dos encuentros deportivos al año uno en abril que se disputa en el Gimnasio Campestre y un segundo en octubre en el Gimnasio Moderno.

## Rectores reconocidos
El expresidente de Colombia Carlos Lleras Restrepo, el historiador y escritor Daniel Samper Ortega, el pedagogo Juan Pablo Rubio, el embajador Mario Galofre Cano, el educador  y escritor Tomás Rueda Vargas,  y el educador Agustín Nieto Caballero.

## Capilla de los Santos Apóstoles
El colegio cuenta con una capilla construida por el arquitecto Juvenal Moya, que para su construcción adquirió los vitrales en la casa de Barrillet de Francia. Su nombre fue propuesto por Agustín Nieto en 1956, tres años después de que monseñor Emilio de Brigard Ortiz bendijera la primera piedra de su construcción en el lugar en que se levantan sus cuatro naves.  

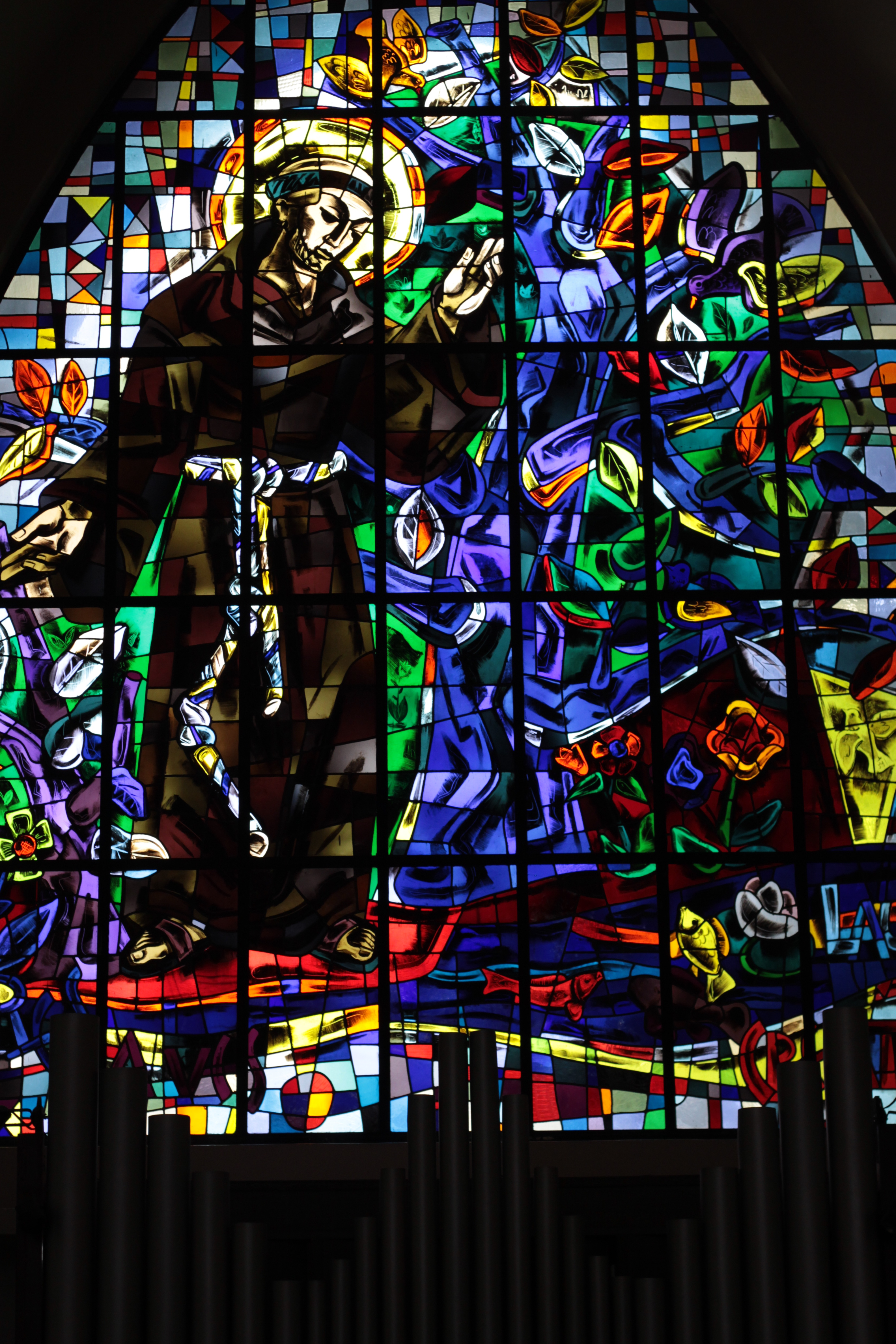
Vitral Italiano de la capilla de los Santos Apóstoles.